# Aldersjön (Säbrå socken, Ångermanland)
Aldersjön är en sjö i Härnösands kommun i Ångermanland och ingår i Ångermanälven-Gådeåns kustområde. Sjön har en area på 0,193 kvadratkilometer och ligger 143,7 meter över havet. Sjön avvattnas av vattendraget Furuhultsån (Seljeån).

## Delavrinningsområde
Aldersjön ingår i det delavrinningsområde (696236-159761) som SMHI kallar för Utloppet av Aldersjön. Medelhöjden är 178 meter över havet och ytan är 1,94 kvadratkilometer. Räknas de 17 avrinningsområdena uppströms in blir den ackumulerade arean 42,42 kvadratkilometer. Avrinningsområdets utflöde Furuhultsån (Seljeån) mynnar i havet. Avrinningsområdet består mestadels av skog (84 procent). Avrinningsområdet har 0,19 kvadratkilometer vattenytor vilket ger det en sjöprocent på 9,9 procent.